# Days Of Jubilee: The End of Slavery in the United States
Days Of Jubilee: The End of Slavery in the United States (с англ. — «Дни юбилея: конец рабства в Соединенных Штатах») — документальная проза американских писателей Патрисии и Фредрик МакКиссак, опубликованная издательством Scholastic Corporation в 2002 году и ориентированная на детей.
В книге описываются события, связанные с отменой рабства в США. Повествование ведётся с помощью дневников, писем и рассказов очевидцев тех событий.

## Критика
В издании Booklist вышел положительный обзор на книгу: «Сбалансированная перспектива, яркое повествование и хорошо подобранные детали делают эту книгу интересной, чего не хватает многим учебникам по истории». В School Library Journal написали: «Для читателей, знакомых с гражданской войной, будет удивлением узнать о вкладе афроамериканцев в военные сражения. Однако те, кто исследует рабство, будут ошеломлены… Полезный ресурс для большинства коллекций».
Издание The Horn Book Magazine негативно оценило прозу, назвав её «поверхностной и несфокусированной», отметив то, что дополнительная информация в рамках «просто отвлекает».
Отзывы на книгу были написаны в журналах Voice of Youth Advocates, Kirkus Reviews, Publishers Weekly, Mississippi Libraries и Stone Soup.